# Искор
И́скор — село на реке Искорка, впадающей в озеро Вад (старое русло реки Колва), входит в состав Ныробского городского поселения Чердынского района Пермского края.

## История
Название переводится с коми-пермяцкого языка как «каменное городище» или «городище на камне». В 5 км от села находилось неукрепленное коми-пермяцкое святилище. Археологические раскопки, проведенные в 2001—2008 годах, показали, что Искор не был «городком»: не обнаружено ни фортификационных сооружений, ни жилых построек. В 1472 году разорено во время Чердынского похода войском русского князя Фёдора Пёстрого Стародубского.
В 1579 году — погост (центр округи, включавшей тогда деревни Ныроб, Камгорт, Бигичи, Цыдва и починок Клочихин). В начале XX века в Искоре существовало пароходство А. Н. Пешехонова. Во время Первой мировой войны в Искор прибыла группа эвакуированных немцев. Именно от них местные жители узнали, что картофель необходимо окучивать. Беженка О. И. Рабе так описала Искор того времени: «Село было населено по образцу в виде креста — Верхний конец, Нижний конец, Гора, Подгора, посередине села речка Искорка. В центре выстроена красивая церковь, перед церковью построен большой трехэтажный каменный дом, где жили купцы Пешехоновы. Сам старик Пешехонов умер и схоронен в церковной ограде. Торговлей и хозяйством занимались его сыновья. За домом был расположен огород, рядом с огородом красивый сад, состоящий из пород деревьев уральской фауны… с восточной стороны, рядом с домом тянулись пешехоновские поля, с запада тянулись поля, принадлежащие попам, псаломщикам, а за чудским могильником тянулись поля крестьян середняков. Самые отдаленные поля — постные — принадлежали беднякам, у которых не было лошади,
плуга, бороны». Местный православный священник отказался отпевать умерших беженцев неправославного вероисповедания и их хоронили на отдельном «беженском кладбище». После революции 1917 года на трех тройках из Искора уехали Пешехоновы, а их землю разделили между собой местные жители. В ноябре 1919 года Искор пострадал в результате боя между белыми частями, наступавшими с севера на Чердынь и красными отрядами.
В 1930 здесь возник колхоз им. 3-го Интернационала («3-й Интернационал»), который в марте 1951 года был укрупнен (слились сельхозартели «3-й Интернационал», им. Кирова, «Красная гора» и «Красный Север») и получил новое наименование — «Путь к коммунизму».
7 июля 1980 года он был переименован в сельхозартель «Север». С 15 ноября 1935 года по 1958 год здесь находилась Ныробская МТС. Искор являлся центром Искорской волости Чердынского уезда (до 1920-х гг.) и Искорского сельского совета (до января 2006 года).

## Экономика
Сельскохозяйственное предприятие — колхоз «Север», отделение почтовой связи.

## Здравоохранение
Фельдшерско-акушерский пункт.

## Образование
Учреждения народного образования представлены начальной школой и детсадом.

## Культура
Учреждения культуры — Дом культуры, библиотека им. Ф. Ф. Павленкова (существует с 1915).

## Население
| 1869 | 1917  | 1926 | 2002 | 2010 |
| ---- | ----- | ---- | ---- | ---- |
| 569  | ↗1500 | ↘981 | ↘185 | ↘155 |

Численность населения Искора за 1869—2002 года: 

| Год                 | 1869 | 1917 | 1926 | 2002 |
| Население (человек) | 599  | 1500 | 981  | 185  |

## Достопримечательности
Памятник жертвам гражданской войны; археологические памятники — поселение Искор I (16 −19 вв.), городище Искор I (9 — 18 вв.), могильник Искорские островки I (Русский и Татарский) (15 — 16 вв.); здание Христорождественской каменной церкви (построено в 1783—1793), на месте древнего святилища (в 5 км к северо-востоку от современного села) — часовня Параскевы Пятницы (1891; каменная на месте деревянной), защищённая валами XIX века; на соседней возвышенности — памятники природы «Большая улочка» и «Узкая улочка»; особняк купца Пешехонова (нач. 20 в.). Близ села находится Искорское (Лома) болото (площадь — 1508, 2 га), охраняемый ландшафт (образован 12 декабря 1991 года).
Село — родина Ивана Васильевича Антонова (1920—1943), танкиста, Героя Советского Союза (1944).

## В художественной литературе
В 1889—1891 годах местный священник В. Е. Попов зафиксировал искорское предание о царе Коре следующего содержания:
«В городке Искоре жил царь Кор. Услыхал он однажды, что недалеко от его городка грабят и жгут селения ногайские татары. Он собрал из ближайших мест людей, вооружил их и послал навстречу ногайцам, чтобы не допустить последних до Искора; а сам с небольшим числом людей остался в городке. Отряд Кора расположился на небольшом холме, в 5 верстах от Искора. Здесь к ним подошли в большом количестве ногайцы, и завязалась битва. Отряд Кора был разбит; ногайцы преследовали бежавших искорцев, подступили к их городку и осадили его. Искорцы, благодаря неприступности своего городка с трёх сторон, долго держались против татар; они, кроме воинской обороны, защищались ещё и другим способом: срубали и катали на осаждавших бревна, бросали и скатывали на них каменья и т.д., но, наконец, ослабели. Ожесточенные ногайцы, взяв городок, перебили всех жителей и самый городок разрушили».
В 1893 году иконописцы из Покчи в Искоре расписывали построенную в 1891 году часовню. Одна из фресок носит название: «Защита жителей городка Искора от ногайских татар».
Искорское предание легло в основу опубликованной в 1911 году поэмы К. Ф. Жакова «Царь Кор».

## Топографические карты
- Лист карты P-40-125,126 Чердынь. Масштаб: 1 : 100 000. Указать дату выпуска/состояния местности.